# Акмурзин, Тимур Андреевич
Тимур Андреевич Акмурзин (12 декабря 1997, Москва, Россия) — российский футболист, вратарь.

## Карьера
В феврале 2019 года на правах аренды перешёл в российский клуб «Уфа».
В июле 2019 года стал игроком российского клуба «Спартак» Москва.
В июле 2022 года подписал контракт с клубом «Тобол» Костанай.
Далее выступал за «Велес», в начале 2024 года перешёл в «Акрон», но за клуб так и не сыграл. 4 июня 2024 года покинул «Акрон» из-за окончания контракта.

## Достижения
«Тобол» Костанай
- Бронзовый призёр чемпионата Казахстана: 2022

Акрон (Тольятти)
- Бронзовый призёр Первой лиги России: 2023/24

## Клубная статистика
| Игровая карьера | Игровая карьера    | Игровая карьера | Лига | Лига | Кубок | Кубок | Межд. | Межд. | Др. | Др. |
| --------------- | ------------------ | --------------- | ---- | ---- | ----- | ----- | ----- | ----- | --- | --- |
| 2020/21         | Спартак (Москва)   | А               | —    | —    | —     | —     | —     | —     | —   | —   |
| 2020/21         | Спартак-2 (Москва) | Б               | 20   | −38  | —     | —     | —     | —     | —   | —   |
| 2021/22         | Спартак (Москва)   | А               | —    | —    | —     | —     | —     | —     | —   | —   |
| 2021/22         | Спартак-2 (Москва) | Б               | 33   | −42  | —     | —     | —     | —     | —   | —   |
| 2022            | Тобол              | А               | 10   | -12  | 3     | −10   | 1     | 0     | —   | —   |